# Tarzán y Jane
Tarzán y Jane (Tarzan & Jane en su versión original) es una película directa para video del año 2002 producida por Walt Disney Television Animation. Es la secuela de la anterior película de 1999. Ambientada un año después, la película usa la técnica de retrospectivas para mostrar tres mini-episodios a la audiencia. El diseño de los personajes no cambia, exceptuando a Jane, a la cual se le ve una apariencia mucha más caricaturesca e infantil.

## Argumento
Tarzán y Jane celebran su primer año juntos después de casarse, Jane le busca el regalo perfecto de aniversario a Tarzán con la ayuda de Terk y Tantor. Cuando la fiesta está lista, los tres recuerdan lo que pasó cuando tres de las amigas de Jane vinieron a visitarla. Ella había organizado un pícnic al estilo inglés para sus amigas, pero Tarzán no quería asistir, porque creía que Jane se avergonzaba de él. Entonces dos panteras interrumpieron, Nuru y Sheeta, atacando a Jane y sus amigas, forzándolas a adentrarse en lo más profundo de la selva. Justo como Jane pensaba, sus amigas no sabían técnicas de supervivencia y fueron emboscadas por las panteras. Acorraladas y sin salida, Tarzán llegó al rescate y las salvó.
Devuelta al presente, Jane reflexiona sobre la idea de regalos caros, sobre todo de joyería, lo que lleva a Terk a recordarle el momento en que Tarzán intentó conseguirle un diamante. Tarzán había llevado a dos hombres, Johannes Niels y Merkus a un volcán cercano que contenía una mina de diamantes, sólo para que cayeran adentro. El volcán entró en erupción con Tarzán, Jane y el profesor Porter atrapados en el interior, aunque lograron escapar antes de que el magma llegara hasta ellos. Tarzán rescató a Johannes y Merkus, pero estos perdieron los diamantes en el proceso.
Ya en el presente, el profesor Porter entonces, se une a la conversación, sugiriendo a Jane que ella y Tarzán deberían celebrar su aniversario con un baile. Esto hace que Terk traiga a la luz, la vez que el viejo amigo de Jane, Robert Canler, los visitó. Las cosas habían ido bien, a pesar de que Tarzán sentía celos y desconfianza hacia Canler, hasta que descubre que estaba trabajando como agente doble y había ido a buscar una máquina de código disfrazada de caja de música que le había regalado a Jane. Canler la secuestra, pero fue rastreado por Tarzán con la ayuda del piloto de RAF, Nigel Taylor, que había estado rastreando a Canler.
Nuevamente en el presente, después de quedarse sin ideas y darse cuenta de que los aniversarios no encajarían en el estilo de vida incivilizado de Tarzán, una Jane decepcionada regresa a la casa del árbol, sólo para encontrarla decorada y a todo el mundo ahí, incluido Tarzán, que llevaba puesto el traje de su padre. Terk, Tantor y el profesor lo habían sabido todo el tiempo. Tarzán le regala a Jane un anillo de diamante hecho con los mismos diamantes del volcán. Las celebraciones comienzan y todos empiezan a bailar, incluyendo a Tarzán y Jane, que bailan bajo la luz de la Luna.

## Recepción
La película fue criticada por los fanes debido al cambio en el diseño de Jane y a la forma de ser de Tarzan.
Muchos críticos dijeron que el principal problema era la animación.

## Reparto
| Personaje                  | Actor original   | Actor de doblaje | Actor de doblaje    |
| -------------------------- | ---------------- | ---------------- | ------------------- |
| Tarzán                     | Michael T. Weiss | Raúl Anaya       | José Luis Gil       |
| Jane Porter                | Olivia d'Abo     | Laura Torres     | Ana María Marí      |
| Profesor Arquímedes Porter | Jeff Bennett     | Jesús Colín      | Eduardo Moreno      |
| Terk                       | April Winchell   | Jessica Ortiz    | Cecilia Santiago    |
| Tantor                     | Jim Cummings     | Arturo Mercado   | Guillermo Romero    |
| Renard Dumont              | Rene Auberjonois | Martín Soto      | José Antonio Ceinos |

- Datos: Q2031788